# Gideon von Grawert

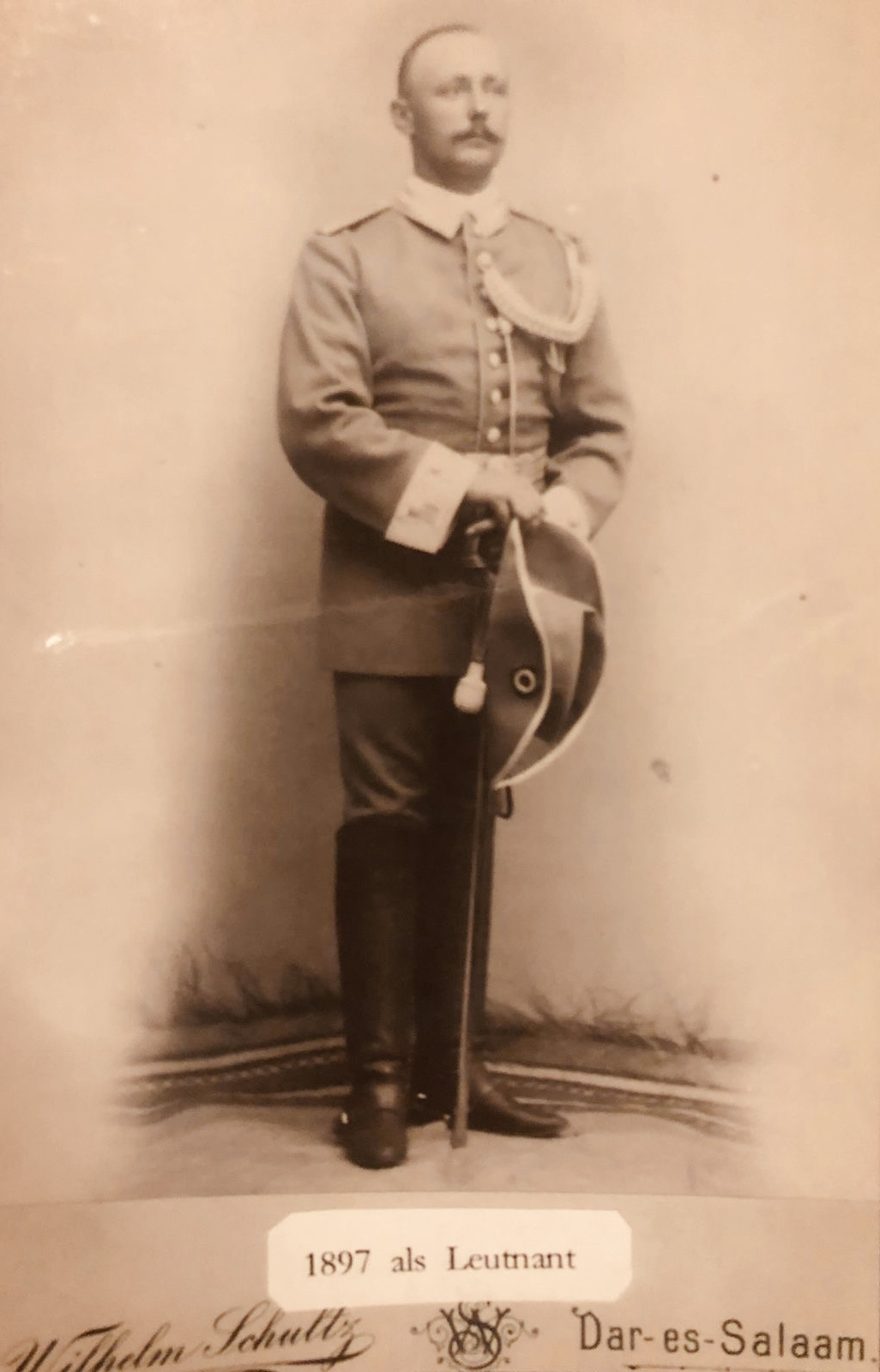
Gideon von Grawert / Dar es Salaam 1897

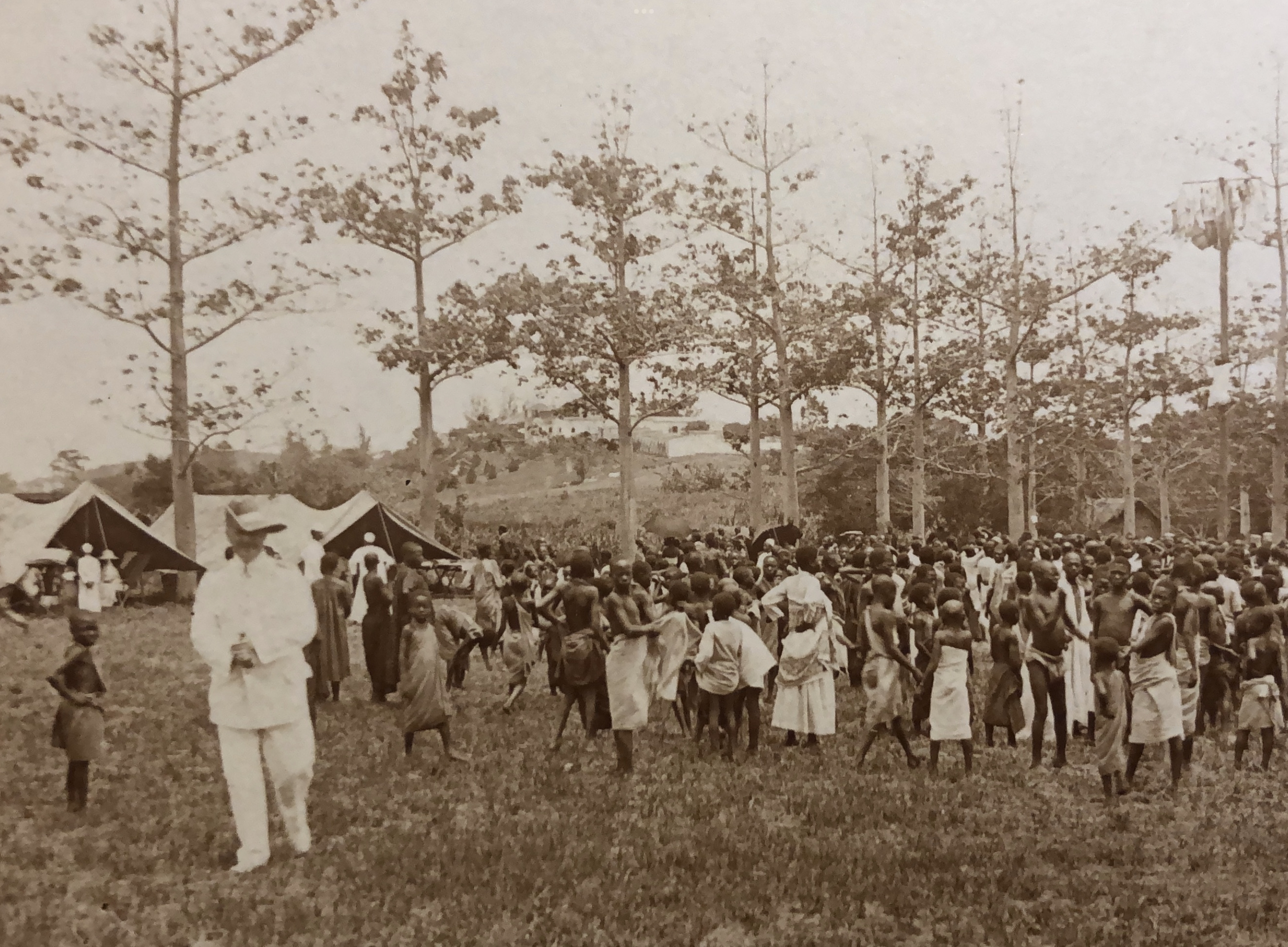
Gideon inmitten Eingeborener um 1909

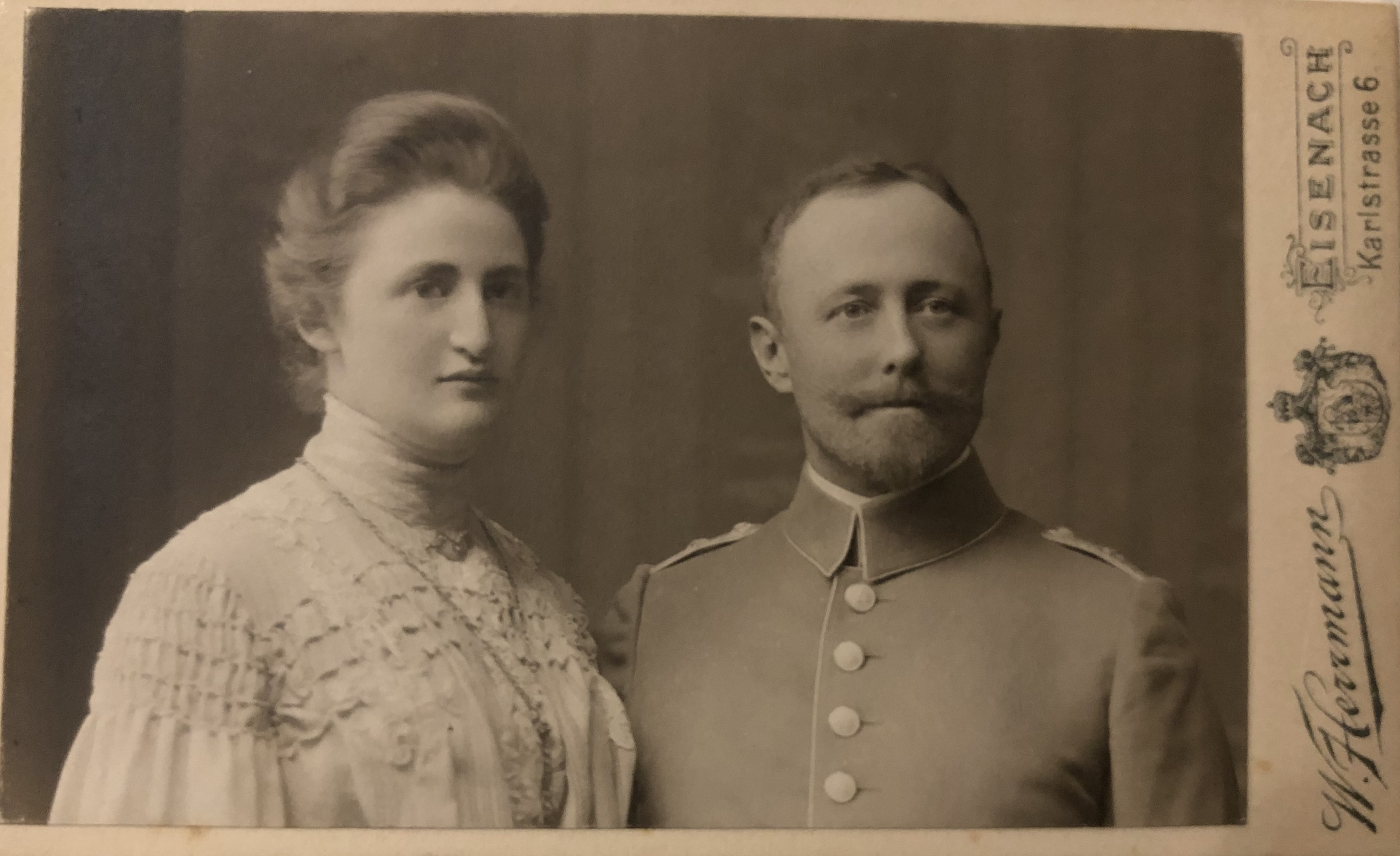
Wanda und Gideon als frischvermähltes Paar 1905

Gideon von Grawert (* 16. Januar 1869 in Berlin-Spandau; † 16. Januar 1941 in Ballenstedt) war ein deutscher Kolonialoffizier.

## Leben

### Herkunft und Familie
Gideon war ein Sohn aus der zweiten Ehe des preußischen Generalleutnants Dietrich von Grawert mit Henriette Gräfin von Blumenthal (1839–1889). Seine Geschwister waren Werner (1867–1918), Nataly (1870–1939), Marie (1873–1938) und Margarete (1879–1945). Seine Halbbrüder waren der preußische Generalmajor Kurt von Grawert (1849–1921) und der preußische Oberstleutnant Hans von Grawert (1851–1901). 1905 vermählte er sich mit Wanda von Kutzleben in Ballenstedt im Harz.

### Karriere
Grawert trat früh in die preußische Armee ein und wurde 1891 zum Leutnant im Magdeburgischen Jäger-Bataillon Nr. 4 ernannt und nahm 1897 seinen Abschied um der Schutztruppe für Deutsch-Ostafrika beizutreten. Er wurde im Oktober 1898 bei der Unterdrückung der lokalen Wassandani verwundet und im Juni 1900 zum Oberleutnant befördert und zum Bezirkschef von Mahenge ernannt. Nach einem Heimaturlaub wurde er im November 1902 zum Chef der 12. Kompanie in Mahenge ernannt. Von Grawert beteiligte sich mit seiner Kompanie an der Unterdrückung des Maji-Maji-Aufstandes. Im Oktober 1905 nahm er an einer Militärexpedition über Livale nach Songea teil. Nach mehreren Versetzungen wurde er am 27. Januar 1906 zum Hauptmann befördert und weiterhin als Kompaniechef in Ostafrika verwendet. 1907 wurde er mit dem Reußischen Ehrenkreuz III. Klasse mit Schwertern ausgezeichnet. Im Mai 1913 wurde er Chef des Militärbezirks Mahenge. 1914 erfolgte seine Beförderung zum Major.
Er beteiligte sich nach Ausbruch des Ersten Weltkrieges an den Kampfhandlungen in Ostafrika und wurde 1916 zum Abteilungsführer ernannt. Er kapitulierte am 24. Januar 1917 bei Likuju und verbrachte den Rest des Krieges in Gefangenschaft. Während seiner Zeit in Ostafrika brachte er zahlreiche Gegenstände der lokalen Bevölkerung in seinen Besitz, die er Museen in Deutschland spendete. Nach Kriegsende führte er den Rang eines Oberstleutnants und wohnte mit seiner Ehefrau und ihren drei Kindern (Joachim, Luise und Wolfgang) in Ballenstedt. Dort betätigten sich beide als NSDAP-Funktionäre. Seine Frau Wanda war unter anderem Leiter der Ballenstedter NS-Frauenschaft.